# Domașlîn, Koriukivka
Domașlîn (în ucraineană Домашлин) este localitatea de reședință a comunei Domașlîn din raionul Koriukivka, regiunea Cernihiv, Ucraina.

## Demografie
Componența lingvistică a localității Domașlîn
     Ucraineană (98,61%)
     Alte limbi (1,39%)
Conform recensământului din 2001, majoritatea populației localității Domașlîn era vorbitoare de ucraineană (98,61%), existând în minoritate și vorbitori de alte limbi.